# Olivier Boonjing
Olivier Boonjing est un cinéaste belge.

## Filmographie partielle

### Comme directeur de la photographie
- 2009 : Somewhere Between Here and Now
- 2011 : Dimanches
- 2012 : Sweetheart Come
- 2012 : Silence radio
- 2013 : La Faveur des moineaux
- 2013 : Le Conseiller
- 2014 : The Colour of the Trap
- 2014 : Jung Forever
- 2015 : Les pigeons ça chie partout (Pigeons Shit Everywhere)
- 2015 : The Sleep of the Amazons
- 2015 : Parasol
- 2016 : Le Film de l'été
- 2016 : Even Lovers Get the Blues
- 2016 : La Trêve (série télévisée, les dix épisodes)
- 2018 : Fauves
- 2022 : Tout le monde aime Jeanne
- 2023 : Le Paradis de Zeno Graton

### Comme réalisateur
- 2009 : Somewhere Between Here and Now (aussi producteur, scénariste, directeur de la photographie et monteur)

## Récompenses et distinctions
- 2009 : Brussels Film Festival : Prix Telenet pour Somewhere Between Here and Now
- 2011 : Festival international du film francophone de Namur : Compétition nationale Fédération Wallonie-Bruxelles : Prix de la Meilleure photographie pour Dimanches de Valéry Rosier
- 2017 : 7e cérémonie des Magritte du cinéma : Magritte de la meilleure image pour  Parasol de Valéry Rosier